# Tipula nigrolamina
Tipula nigrolamina är en tvåvingeart som beskrevs av Alexander 1950. Tipula nigrolamina ingår i släktet Tipula och familjen storharkrankar. Inga underarter finns listade i Catalogue of Life.